# René Fonjallaz
René Marcellin Fonjallaz (* 1907 in Bern; † Dezember 1993) war ein Schweizer Journalist, Faschist und Bobfahrer.

## Biographie
René Fonjallaz stammte aus einer bekannten Schweizer Winzerfamilie. Sein Vater Arthur Fonjallaz war Gründer der Schweizerischen Faschistischen Bewegung. Sohn René teilte die politischen Ansichten des Vaters. Er war als Buchautor – auch unter dem Pseudony Ené – und Journalist tätig.
1928 startete Fonjallaz im Viererbob bei den Olympischen Winterspielen in St. Moritz und belegte mit der Mannschaft von Bob Schweiz I Platz acht. Beim vorbereitenden Training erlitt er einen Sturz und war fünf Minuten lang bewusstlos. 1931 errang er bei den Bob-Weltmeisterschaften in Oberhof gemeinsam mit Nicolas Buchheim sowie Gaston und Gustave Fonjallaz – die Verwandtschaftsverhältnisse sind unklar – die Silbermedaille im Vierer-Bob.
Während des Zweiten Weltkriegs arbeitete Fonjallaz für die deutsche Propaganda in Frankreich. Er war dort Mitglied der französischen faschistischen Partei Parti populaire français (PPF). In Paris war er unter anderem für Radio Brazzaville N 2 tätig, das fünf Mal am Tag für 15 Minuten sendete. Die Radiostation prangerte «Verräter» an und empfahl den französischen Soldaten, ihrem «wahren Befehlshaber» General Pétain zu folgen und gegen die «anglo-sächsischen Eindringlinge» zu kämpfen.
1947 wurde Fonjallaz in der Schweiz gemeinsam mit Georges Oltramare und Paul Bonny wegen Kollaboration mit den Deutschen angeklagt und zu drei Jahren Haft verurteilt. Schon 1941 war er einmal gemeinsam mit seinem Vater wegen Spionage angeklagt worden. 1950 wanderte er in das franquistische Spanien nach Ibiza aus und eröffnete dort gemeinsam mit seiner Frau Ana von Osterburg ein Restaurant.

## Bibliographie
- A la mémoire de Henri Roorda. Lausanne 1928
- Rumeurs des Ombres. Lausanne 1928
- Dallas and Co. Lausanne 1929 (300 nummerierte Exemplare)
- Mit Georges Oltramare/Maurice Porta: L’Amour en Suisse romande. Lausanne 1929
- Visages de l’Ouest lointain. Lausanne 1931
- Bobsleigh. Edition Métropole. Lausanne 1932
- Ventre-à-terre. Neuchâtel 1935